# Katolická Veličenstva
Katolická Veličenstva (častější název v češtině je „katoličtí králové“, španělsky Reyes católicos) byl titul udělený roku 1496 bulou Si convenit papeže Alexandra VI. královským manželům Ferdinandu II. Aragonskému (1452–1516) a Isabele Kastilské (1451–1504), společně vládnoucím v letech 1479–1504 Kastilii a Aragonu, tj. kastilsko-aragonské personální unii, oficiálně nazývanou jako Španělská monarchie (španělsky Monarquía Hispánica), historicky Katolická monarchie (španělsky Monarquía Católica), společně tedy vládli sjednocenému Španělsku. 
Dne 2. ledna 1492 byla dobyta Granada, poslední bašta muslimské moci ve Španělsku, a severní království Navarry bylo anektováno roku 1512–1515, jediné Portugalsko zůstalo z celého poloostrova stranou katolických Veličenstev.

## Historie

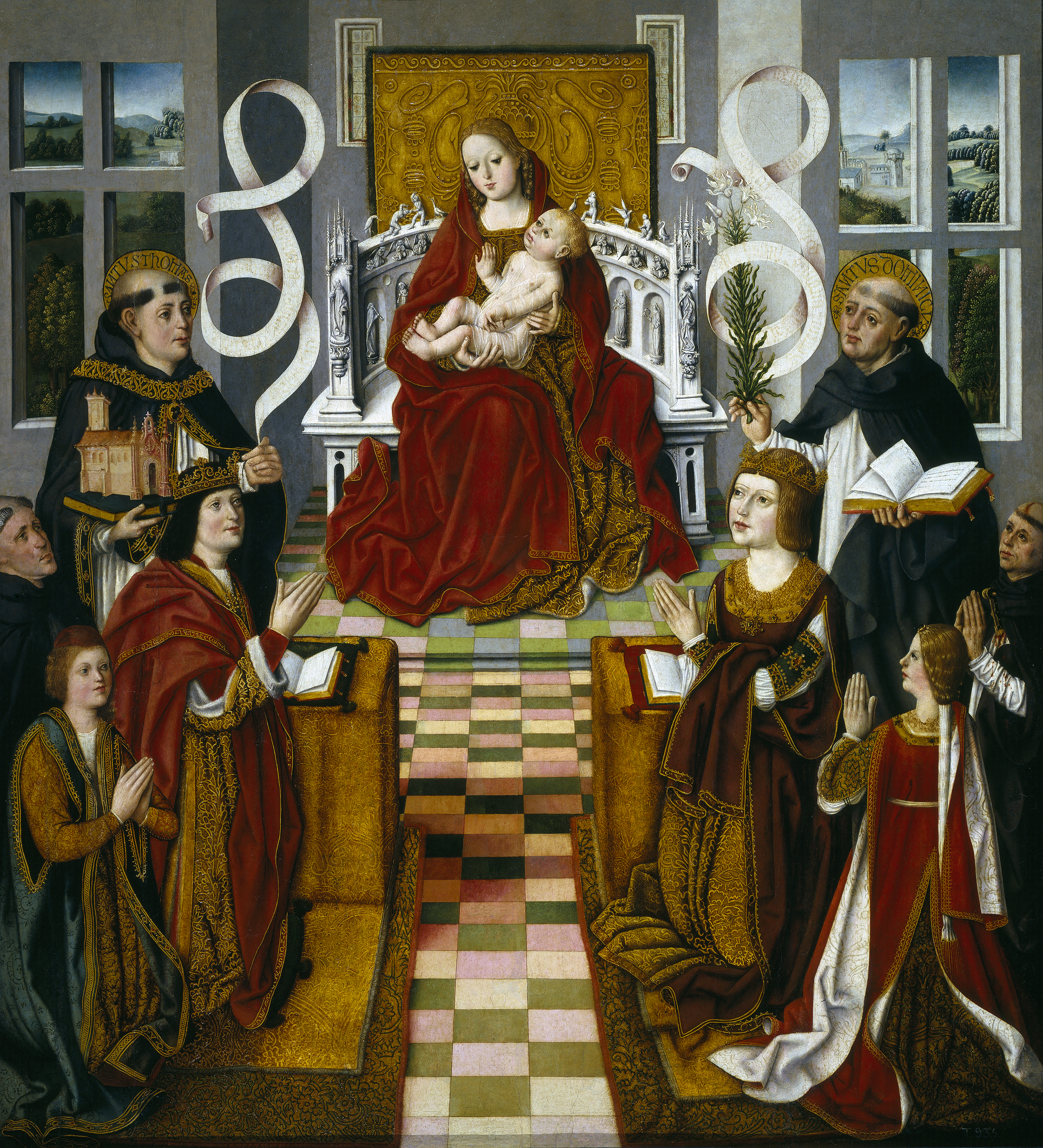
Panna Marie a katolická Veličenstva Isabela Kastilská a Ferdinand Aragonský

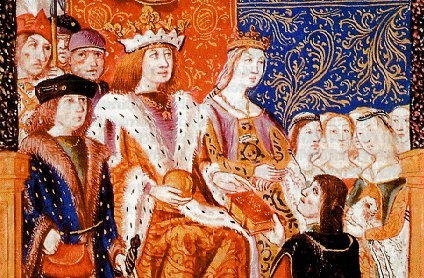
Isabela Kastilská a Ferdinand Aragonský

Isabela Kastilská, dcera kastilské královny a leónského krále Jana II., se provdala roku 1469 za sicilského krále a dědice aragonského trůnu Ferdinanda. Ferdinand byl od roku 1466 spoluvládcem svého otce, aragonského krále Jana II.
Po smrti svého staršího bratra, kastilského krále Jindřicha IV. Kastilského, byla Isabela prohlášena roku 1474 královnou Kastilie. O kastilský trůn musela poté bojovat s Jindřichovou dcerou Janou la Beltraneja, kterou podporovalo Portugalské království. Roku 1479 se stal Ferdinand aragonským králem. Poté byla království Kastilie a Aragón spojena personálním svazkem, který položil základy budoucímu španělskému království.

## Královské rady
Isabela nastoupila na trůn Kastilie v roce 1474, když byl Ferdinand stále dědicem aragonského trůnu. Díky podpoře Aragonie byla Isabela schopna upevnit svůj nárok na kastilský trůn. Jako Isabelin manžel se Ferdinand stal králem Kastilie, avšak jeho otec stále vládl v Aragonii, což vedlo k tomu, že Ferdinand na počátku svého manželství trávil více času v Kastilii než v Aragonii. Tento vzorec jeho pobytu v Kastilii pokračoval i po jeho nástupu na aragonský trůn v roce 1479, což vedlo k problémům s jeho nepřítomností v Aragonii. Tyto problémy byly částečně vyřešeny vytvořením Rady Aragonie v roce 1494, která doplnila již existující Radu Kastilie založenou v roce 1480.
Rada Kastilie měla být „ústředním řídícím orgánem Kastilie a klíčovým prvkem jejich vládního systému“ s rozsáhlými pravomocemi. Byla složena z královských úředníků loajálních panovníkům a stará šlechta byla vyloučena z výkonu moci v této instituci.
V roce 1478 katolická Veličenstva vytvořila Španělskou inkvizici, aby zajistili, že konvertité ke křesťanství se nevrátí ke své původní víře nebo ji nadále nebudou praktikovat. Za jejich vlády byla také zřízena Rada křížové výpravy, která spravovala finanční prostředky získané prodejem odpustků na křížové výpravy. V roce 1498, poté co Ferdinand získal kontrolu nad příjmy bohatých a mocných španělských vojenských řádů, založil Radu vojenských řádů, která měla na starost jejich správu.
Model vládních rad se udržel i po vládě katolických Veličenstev. Jejich vnuk, Karel V., císař Svaté říše římské, založil Radu pro Indie, Radu financí a Státní radu.

## Úmrtí

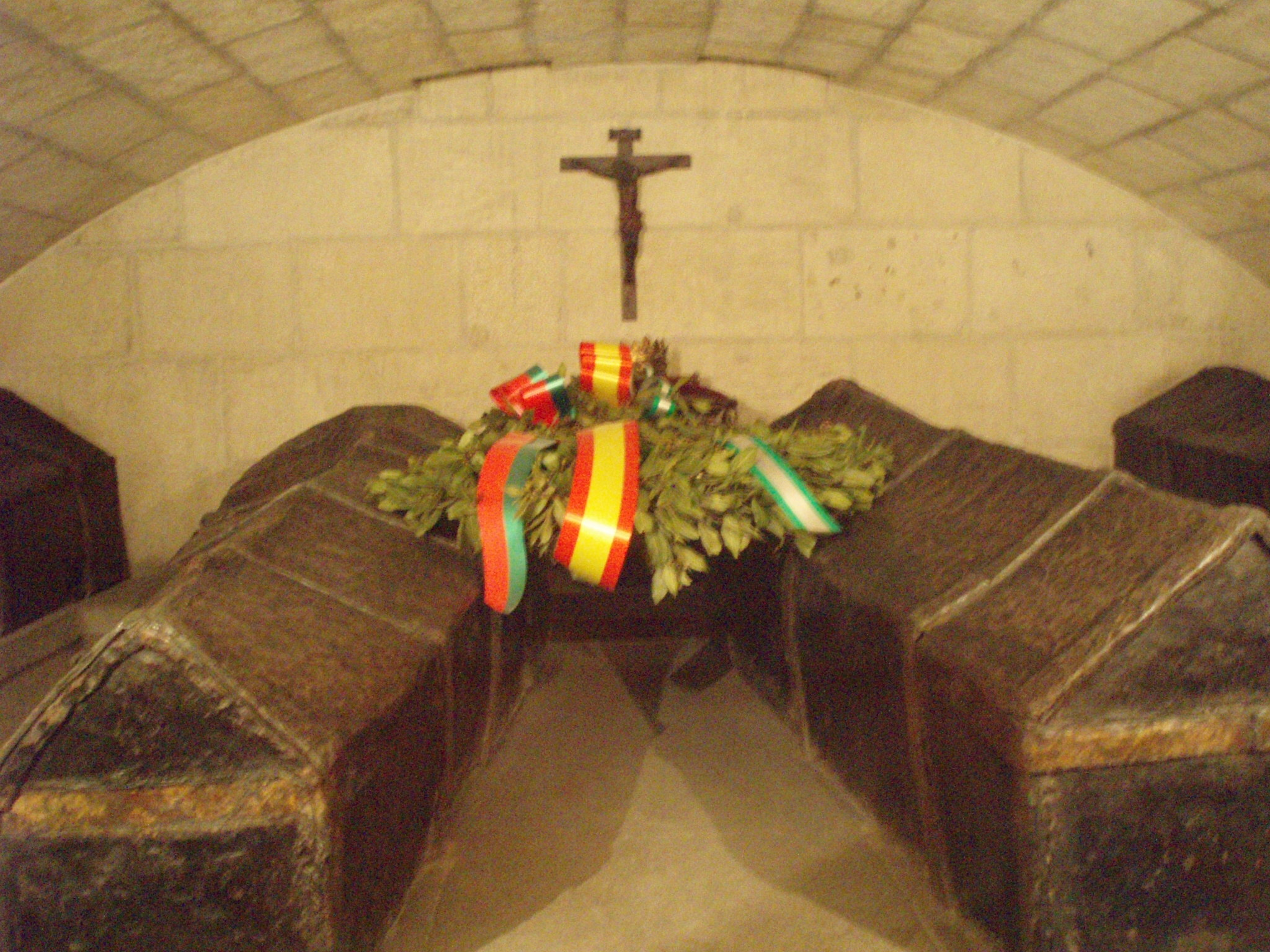
Rakve katolických Veličenstev v Capilla Real v Granadě ve Španělsku

Isabelina smrt v roce 1504 ukončila pozoruhodně úspěšné politické partnerství i osobní vztah jejich manželství. Ferdinand se v roce 1505 znovu oženil s Germainou z Foix, ale neměli žádného žijícího dědice. Kdyby se jim podařilo mít dědice, Aragonci, kteří byli proti unii, by pravděpodobně podpořili jeho nástupnictví jako příležitost k obnovení nezávislosti, což by mohlo vést k občanské válce.
Dcera Katolických Veličenstev Jana zdědila kastilskou korunu, ale byla považována za neschopnou vládnout poté, co zemřel její manžel Filip Sličný. Ferdinand si udržel moc v Kastilii jako regent až do své smrti, přičemž Jana byla izolována. Zemřel v roce 1516 a byl pohřben po boku své první manželky Isabely v Granadě, místě jejich velkého triumfu z roku 1492.
Janin syn Karel I. Španělský (známý také jako Karel V., císař Svaté říše římské) přijel do Španělska, zatímco jeho matka, stále izolována v Tordesillas, byla až do své smrti formálně spoluvládkyní Kastilie a Aragonie. Po její smrti Karel zdědil území, která jeho prarodiče nashromáždili, a k expandující Španělské říši připojil habsburská území v Evropě.

## Symbolika

heraldické standarty:
1475–1492 (první)
1475–1492
1492–1506 (druhá)
1492–1504 (heraldický prapor)